# (16682) Donati
(16682) Donati  es un asteroide perteneciente al cinturón de asteroides, descubierto el 18 de marzo de 1994 por Marco Cavagna y Valter Giuliani desde el Observatorio Astronómico Sormano, en Italia.

## Designación y nombre
Donati se designó inicialmente como 1997 SZ9.
Más adelante fue nombrado en honor al astrónomo italiano Giovanni Battista Donati (1826-1873).

## Características orbitales
Donati orbita a una distancia media del Sol de 2,2433 ua, pudiendo acercarse hasta 2,1302 ua y alejarse hasta 2,3564 ua. Tiene una excentricidad de 0,0504 y una inclinación orbital de 2,2841° grados. Emplea en completar una órbita alrededor del Sol 1227 días.

## Características físicas
Su magnitud absoluta es 15,0. Tiene 2,188 km de diámetro. Su albedo se estima en 0,307. El valor de su periodo de rotación es de 4,6694 h.